# Zipper Down
Zipper Down è il quarto album in studio del gruppo musicale statunitense Eagles of Death Metal, pubblicato il 2 ottobre 2015 dalla Downtown Recordings.

## Tracce
1. Complexity – 2:46
2. Silverlake (K.S.O.F.M.) – 3:35
3. Got a Woman – 2:02
4. I Love You All the Time – 3:09
5. Oh Girl – 4:08
6. Got the Power – 3:28
7. Skin-Tight Boogie – 3:12
8. Got a Woman (slight return) – 0:41
9. The Deuce – 3:06
10. Save a Prayer (Duran Duran cover) – 4:40
11. The Reverend – 3:29

## Formazione
Gruppo
- Jesse Hughes (Boots Electric) - chitarra, effetti, voce
- Joshua Homme (Baby Duck) - batteria, basso, voce, effetti, altro

Altri musicisti
- Tuesday Cross - voce
- Matt Sweeney - chitarra